# Radio LL
Radio-L.L. est une station de radio généraliste privée française diffusée en région parisienne de mars 1926 au 14 septembre 1935.

## Histoire
En 1926, Lucien Lévy, directeur des Etablissements Radio-L.L., une entreprise qui construit des récepteurs radios et à qui il a donné ses initiales, fait construire un émetteur de 1 kW dans son usine située rue de Javel à Paris. Les premiers essais ont lieu en mars 1926 et marquent le lancement de Radio-L.L. sur les ondes parisiennes. Le 10 octobre de la même année, il fonde avec son cousin Georges Lévy la Compagnie Nationale de Radiodiffusion afin de dissocier son activité industrielle de celle de radiodiffuseur. Le siège social de cette compagnie est installé 66 rue de l'Université, au domicile de Lucien Lévy. À ses débuts la station diffuse peu, et sa programmation est surtout constituée de musique. 
Devant les conditions difficiles de travail au sein de la radio, Lucien Lévy profite du déménagement du siège social des établissements Lévy rue du cirque pour y construire un studio, et charge Marcel Lannes, l'un de ses collaborateurs, de s'occuper de la radio. Lannes emprunte des disques à Pathé pour la station, et obtient la collaboration de plusieurs journaux : Comœdia, journal consacré au théâtre, fournit des nouvelles de la vie théâtrale, puis des invités pour une émission débutant à 14 heures ; La Liberté, journal du soir dont les morasses permettent de composer un bulletin d'informations diffusé à 19 heures. Mais Lévy cherche à accroître la puissance de son émetteur, aussi Lannes ouvre-t-il un espace d'expression politique en 1931-1932 : André Tardieu, Paul Reynaud et bien d'autres s'y expriment. 
Mais la station est en butte aux difficultés. D'abord, le manque de publicité pour financer la station, car les entreprises sont sceptiques quant à l'impact de la publicité radiophonique sur le public, mais aussi l'attribution par le gouvernement d'une longueur d'onde de 209,9 mètres (soit la fréquence de 1 429 kHz) moins favorable qu'à d'autres stations. La station arrive toutefois à l'équilibre financier, mais les établissements L.L. sont en difficulté, à tel point que le 21 mai 1935 Lévy vend sa radio à Marcel Bleustein, jeune patron de Publicis. 
Alors que les postes français ne fonctionnent que deux heures à chacune des trois émissions de la journée, Marcel Bleustein décide que Radio-L.L. fonctionnerait au moins toute la journée du dimanche, et elle est ainsi le premier poste français à fonctionner une journée entière sans interruption.
Après quelques jours de silence, Radio-L.L. fait place officiellement à Radio-Cité le dimanche 15 septembre 1935 à 9 heures, mais un programme d’essais a été diffusé la veille au soir.

## Organisation

### Dirigeants
Directeurs :
- Lucien Lévy : 03/1926 - 21/05/1935
- Marcel Bleustein : 21/05/1935 - 14/09/1935

Directeur des programmes :
- Marcel Lannes

### Sièges
Le siège social de Radio-L.L. est d'abord installé au 66 rue de l'Université dans le 7e arrondissement de Paris, siège de la Compagnie Nationale de Radiodiffusion et qui est aussi le domicile de Lucien Lévy. Devant les conditions difficiles de travail au sein de la radio, Lucien Lévy profite du déménagement du siège social des établissements Lévy au 28, rue du Cirque dans le 8e arrondissement pour y construire un studio. 

## Programmes
Le 1er mars 1931, le romancier populaire Guy de Téramond lance sa Radio Gazette parisienne sur Radio LL.
En 1933 Marcel Lannes lance l'émission la plus populaire de la station, qui consiste à organiser en direct un tiercé radiophonique sur la base d'une courses d'escargots. Au bout de six mois, il la transforme en une course de ouistitis.

## Diffusion
Radio-L.L. est diffusée en ondes moyennes sur 209,9 mètres de longueur d'onde, soit la fréquence de 1 429 kHz, qui n'est pas une bonne longueur d’onde puisque la radio n’est pas reçue dans certains quartiers de Paris.